# Antes de la lluvia
Antes de la lluvia es una película dramática de 1994 dirigida por Milčo Mančevski; protagonizada por Katrin Cartlidge, Rade Šerbedžija, Grégoire Colin y Labina Mitevska; fotografiada por Manuel Teran; 
editada por Nicolas Guster y con una partitura original de la banda macedonia Anastasia. Fue una coproducción británico-macedonia-francesa.
La interacción sofisticada de tres narraciones breves aparentemente no relacionadas y el efecto emocional de la magistral dirección fueron muy elogiados en publicaciones especializadas y festivales.

## Trama
It is the time just before rain, the time
when the flies bite like kamikaze, when
the birds fly low and the sky hangs
overhead black, heavy and expectant,
when all the colors are washed in gray,
subdued and intense, yet punched through
by radiant hues.
It‘s about to burst.
A heavy sense of expectation, of lowering,
of time just before something large
overwhelms the picture, the frame, the
rhythm, the colors, the light, the music and
the characters.
Still, the story moves fast, faster than
words.
Es el tiempo justo antes de la lluvia, el tiempo
cuando las moscas pican como kamikaze, cuando
los pájaros vuelan bajo y el cielo cuelga
arriba negro, pesadoa y expectante,
cuando todos los colores se lavan en gris,
tenue e intenso, pero perforado
por matices radiantes.
Está a punto de estallar.
Una fuerte sensación de expectativa, de descenso,
de tiempo justo antes de algo grande
abruma la imagen, el marco, el
el ritmo, los colores, la luz, la música y
los caracteres.
Aún así, la historia se mueve más rápido, más rápido que
palabras.
Before the Rain, Milcho Manchevski, 18 de julio 1993, epígrafe del guion.

La película se divide en tres partes, la acción se desarrolla en el contexto de las guerras yugoslavas y las tensiones entre musulmanes albaneses y cristianos macedonios en Macedonia. Comienza en Macedonia, donde el anciano monje Marko recoge del jardín del monasterio al joven hermano Kiril, que ha hecho voto de silencio. Lo lleva de regreso al monasterio porque pronto lloverá, dado que ya comenzó a llover en el valle.

### Words (palabras)
Los monjes de un monasterio ortodoxo macedonio rezan y niños juegan con munición afuera. Cuando Kiril quiere dormir en su habitación, encuentra a una niña en su cama. Se trata de la musulmana albanesa Zamira, de quien se dice que mató a un pastor macedonio -un cristiano- con una horquilla poco antes y ahora es buscada por los macedonios. Kiril no traiciona a la mujer informando de su presencia. A la mañana siguiente, no lejos del monasterio, son enterrados dos hombres; desde la distancia, una mujer británica observa lo que sucede y se horroriza. Poco tiempo después, un grupo de macedonios interrumpe las oraciones matutinas de los monjes. Los hombres, incluido Mitre, el hermano del difunto Zdrave, están buscando a Zamira, de quien se dice que se aloja en el monasterio. Las habitaciones son registradas en contra de la voluntad de los monjes, pero la muchacha ha desaparecido. Zamira regresa en la noche a la celda de Kiril, donde los monjes la encuentran a la mañana siguiente. Como castigo, Kiril tiene que abandonar el monasterio y se va con Zamira. No pueden entenderse mutuamente porque hablan diferentes idiomas, pero Kiril promete ir con ella a casa de su hermano en Skopje y de allí a la de su tío en Londres, que es fotógrafo. Poco tiempo después, ambos son alcanzados por el abuelo de Zamira y otros familiares. Zamira afirma que Kiril la ama. Cuando lo despiden por ser cristiano, ella corre tras él y su propio hermano la mata a tiros.

### Faces (caras)
En Londres, Anne, redactora en una agencia de fotografía, descubre que está embarazada. Quiere separarse de su esposo Nick, ya que ha comenzado una relación con el exitoso fotógrafo de guerra y ganador del premio Pulitzer Aleksandar. Aleksandar aparece de improviso luego de un reportaje fotográfico de dos semanas en Bosnia, y ha cambiado: confiesa haber matado en Bosnia. Anne reacciona aterrorizada y llorando. Cuando él le pide que lo acompañe a su Macedonia natal, ella se niega, por lo que viaja solo. Poco tiempo después, Anne recibe una llamada de Kiril, que quiere hablar con Aleksandar. Ella le dice que se ha ido. Un poco más tarde se encuentra con Nick en un restaurante elegante. Ella le dice que espera un hijo de él, pero al mismo tiempo deja en claro que quiere el divorcio, aunque todavía siente algo por Nick. Mientras tanto, una discusión entre un cliente de Europa del este y un camarero se intensifica en el restaurante. Pelean al principio, el cliente regresa luego armado al restaurante y dispara. El camarero y Nick mueren.

### Pictures (fotos)
Aleksandar ha llegado a Macedonia, que no ha visitado desde hace 16 años. Llega a su pueblo natal y ve que su casa de antaño se ha deteriorado. A la mañana siguiente, su primo Zdrave lo saluda y también conoce a su primo Mitre. Juntos celebran el reencuentro con la familia. A pesar de las advertencias de su familia, Aleksandar visita a su excompañera de escuela y gran amor Hana, que es albanesa y por lo tanto vive en la parte musulmana del pueblo, que los macedonios evitan. Aunque el padre de Hana lo recibe en la casa, la atmósfera es cortante. El hijo de Hana amenaza con matar a Aleksandar. En una conversación posterior con un veterinario, que está ayudando al pastor Zdrave con el nacimiento de varios corderos, Aleksandar duda de que la guerra en los otros países balcánicos llegue también a Macedonia y, por tanto, a su pueblo. El veterinario, pesimista, argumenta que la población local ya encontrará una razón para luchar. Más tarde, Aleksandar le escribe a Anne sobre su "asesinato": dado que no pudo tomar fotografías de guerra drásticas en Bosnia, un guardia de la prisión mató a un prisionero para él y él fotografió lo sucedido. Aleksandar rompe las fotos que tomó en la ocasión. Poco después, recibe la noticia de que su primo Zdrave ha sido asesinado por una joven albanesa. Se niega a ir a buscar a la joven con Mitre y los demás. Durante la noche, Hana aparece en su habitación y le pide que la ayude, ya que la culpable, Zamira, es su hija. Aleksandar, acusado por Hana de inacción, acude a Mitre y le quita la custodia a Zamira para entregarla a la justicia ordinaria. Mientras se aleja con ella, sus familiares le disparan y lo matan por la espalda. Zamira, a su vez, huye al monasterio mientras empieza a llover en el valle y el padre Marko va a buscar a Kiril al jardín del monasterio.

## Reparto
| - Katrin Cartlidge - Anne - Rade Šerbedžija - Aleksandar - Grégoire Colin - Kiril - Labina Mitevska - Zamira - Jay Villiers - Nick - Silvija Stojanovska - Hana - Phyllida Law - Madre de Anne - Josif Josifovski - Padre Marko - Kiril Ristoski - Padre Damjan | - Petar Mirčevski - Zdrave - Ljupčo Bresliski - Mitre - Igor Madžirov - Stojan - Ilko Stefanovski - Bojan - Suzana Kirandžiska - Neda - Katerina Kocevska - Kate - Abdurahman Shalja - Zekir - Vladimir Jačev - Ali |

## Producción

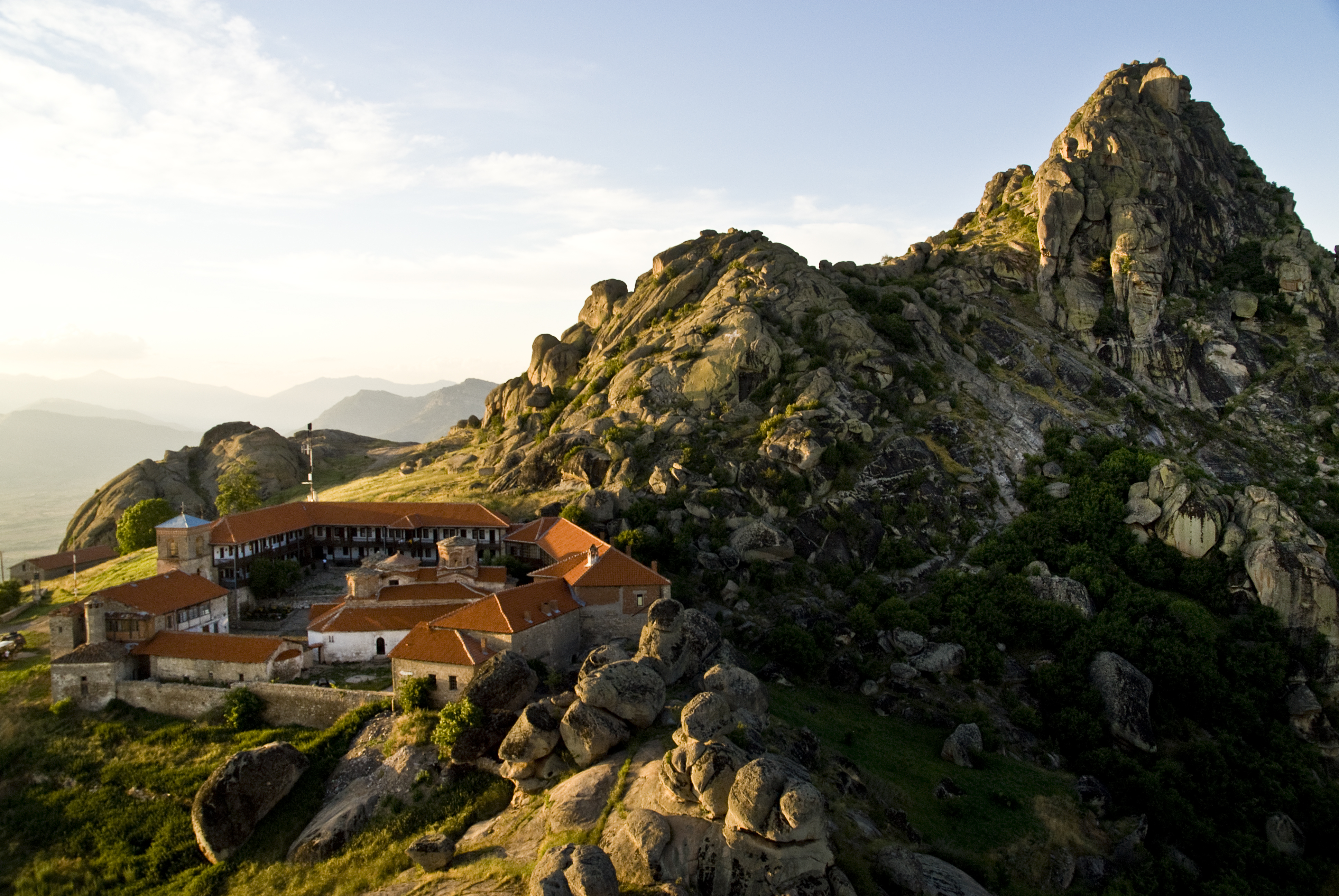
Monasterio de Treskavec, una ubicación de la película

La creación de la película fue un regreso a casa para Milčo Mančevski, que vivía en Nueva York desde la década de 1980. Antes de la lluvia fue su debut cinematográfico. La película se rodó en 1993 en Macedonia, en Skopje, Ohrid y los alrededores, así como en Londres. El monasterio de la película es el Monasterio Treskavec en la ladera de la montaña Zlatovrv, no lejos de la ciudad de Prilep. Poco antes del final de las tomas exteriores en Macedonia, el país fue reconocido oficialmente como estado independiente. El costo de producción de la película fue de alrededor de $ 4 millones, recaudados a través de Polygram Classics London y Noe Productions Paris. Macedonian Vardar Film apoyó el rodaje con tecnología, equipo y extras, entre otras cosas.
El vestuario fue creado por Caroline Harris y Sue Yelland, la escenografía fue de Sharon Lomofsky y David Munns. Entre las fotografías que Anne mira en su agencia se encuentran obras de conocidos fotógrafos de guerra, incluido Luc Delahaye (Child with I on Forehead). La película conmemora a Abdurrahman Shala en los créditos, quien interpreta a Zekir en la obra y murió en 1994.
La estructura no lineal en tres actos de la obra se inspiró en la película Three (1965) de Aleksander Petrović. La película también contiene alusiones a Sergei Eisenstein, Andrei Tarkovsky y otros. Por ejemplo, la escena en la que Aleksandar silba Raindrops Keep Fallin on My Head mientras anda en bicicleta es un claro guiño a Butch Cassidy and the Sundance Kid, dirigida por George Roy Hill.
Antes de la lluvia se estrenó en el Festival Internacional de Cine de Venecia el 1° septiembre de 1994. Se estrenó en los cines alemanes el 28 de septiembre de 1995, siendo proyectada con subtítulos. El 28 de mayo de 1996 se mostró por primera vez en la televisión alemana y apareció el 4 de marzo de 1996 también en vídeo.

## Forma narrativa
La película se divide en tres segmentos:  Words, Faces and Pictures, que se interconectan sobre la base de detalles: por ejemplo, al comienzo de Faces, Anne mira fotos que muestran la muerte de Zamira. Antes de los tres segmentos hay una breve escena en la que el padre Marko recoge a Kiril del jardín del monasterio. Dice la frase "Time never dies, the circle is not round." ("El tiempo nunca muere, el círculo no es redondo"), que se repite en los tres segmentos y se relaciona con la estructura y el mensaje general de la película. Esto completa un círculo, por lo que el final de la película parece haberse llegado justo al comienzo.
La muerte del fotógrafo Aleksandar -su entierro se muestra al comienzo de la película y Anne también observa la escena-, es una  paradoja en el círculo. Urs Jenny afirmó que la película "[semeja] un viaje en el tiempo que [parece] conducir de manera muy extraña hacia adelante y hacia atrás al mismo tiempo". Roger Ebert describió la forma circular como simbólica, mostrando que el odio y el derramamiento de sangre continuarán hasta que alguien logre romper el círculo. Según el director, las paradojas que surgen en la película muestran que el círculo aparente no está cerrado, por lo que puede haber una salida. Aleksandar, quien también fue responsable de la continuación del círculo a través de sus fotografías de las atrocidades, escapa del ciclo solo a través de su muerte. El Neue Zürcher Zeitung interpretó la muerte de Aleksandar de manera diferente: "Donde de repente todos tienen que ser algo específico, musulmán o cristiano, albanés o macedonio, para alguien que es muchas cosas, la única salida es morir". Por ejemplo, las preguntas sobre quién tomó las fotos del asesinato de Zamira y cómo llegaron a Anne en Londres se dejan abiertas deliberadamente.
Otros críticos de cine vieron más círculos narrativos separados en cada segmento además del círculo narrativo de la película en general, por lo que cada segmento trata de una interacción de tiempo, amor y odio religioso, con el odio siempre destruyendo el amor y solo el tiempo transcurre. Con su estilo narrativo no lineal, Mančevski logra llevar su película más allá de la declaración específica a una declaración general y así convertirla en una parábola moderna.
Otros críticos vieron la película como un mayor desarrollo de una forma narrativa introducida en el cine por Quentin Tarantino: "Con Before the Rain, Milko Manchevski ha continuado la virtualización del espacio cinematográfico que inició Tarantino", según el Neue Zürcher Zeitung. Mientras que los actores en Tarantino, por ejemplo en Pulp Fiction, “se mueven en un espacio-tiempo continuo narrativo como en un juego de computadora […], es decir, hacia adelante, hacia atrás y hacia los lados según el gusto”, pero las líneas argumentales finalmente funcionan, Mančevski crea el "espacio narrativo 'Imposible' ", en el que, por ejemplo, Zamira está viva cuando su muerte ya ha sido documentada un episodio antes por fotos en la agencia de Anne.
Uno de los principales puntos de enfoque de la película es el choque étnico que existió entre los macedonios ortodoxos y la minoría musulmana albanesa a principios de la década de 1990. Ofrece una visión de cómo las normas y los mecanismos socioculturales pueden dar lugar a un nacionalismo que se convierte en fobia a lo extranjero. Además, a través del personaje de Aleksandar, la película ofrece una visión del "choque cultural" y la extrañeza que experimenta al regresar a su país de origen después de mucho tiempo.

## Recepción
En el sitio web del agregador de reseñas Rotten Tomatoes, la película tiene un índice de aprobación del 92% según 37 reseñas. El consenso crítico del sitio web dice: "Esta inquietante película contra la guerra ofrece una idea de las razones de la larga historia de guerras étnicas dentro de los estados balcánicos".
Film-dienst afirmó que aunque la película estaba "visiblemente construida y, en ocasiones, incierta en la dosificación de los efectos", sin embargo, "toma una postura clara contra la violencia como medio de resolución de conflictos". La película da testimonio “tanto de la narrativa como del talento de dirección de su joven director".  Roger Ebert elogió la película como una de las mejores del año y un debut cinematográfico brillante. Variety la calificó como "visual y narrativamente impresionante". 
Para Cinema, Antes de la lluvia es un "faro poético contra el poder del odio".  El Stuttgarter Zeitung la calificó como una "película enojada, amarga, desesperada y profundamente humana" y una obra maestra.
"Manchevski trabajó con relaciones, con presagios simbólicos y referencias posteriores, que parecen aún más densas y poéticas porque la película no desarrolla linealmente su mensaje pacifista silencioso, sino que (literalmente) lo rodea", dijo el Neue Zürcher Zeitung. "Está tan ingeniosamente construido [...] que casi pierde su credibilidad cuando lo artístico amenaza con cobrar vida propia", escribió Der Tagesspiegel.

## Premios (selección)
Antes de la lluvia ganó numerosos premios en el Festival Internacional de Cine de Venecia, incluido el León de Oro,  el premio de la UNESCO, el Premio Pasinetti al Mejor Actor (Rade Šerbedžija), el premio FIPRESCI y el Premio del Público. En el período previo, hubo protestas griegas debido a la participación de la película, que se proyectó en el festival como una contribución de Macedonia, ya que  Grecia aún no había reconocido a Macedonia como un estado independiente en ese momento.
En el Festival Internacional de Cine de São Paulo, la película obtuvo el premio del público en 1994. Mančevski ganó el premio al Mejor Debut de Director en el Festival Internacional de Cine de Estocolmo de 1994. En 1995, Antes de la lluvia fue nominada a un Premio de la Academia a la Mejor Película en Lengua Extranjera. Milčo Mančevski ganó un premio especial en el Premio David di Donatello.
La película ganó el premio a la Mejor Película Internacional en los Independent Spirit Awards de 1996 y también recibió un Guldbagge a la Mejor Película Extranjera ese mismo año.